# Mélo (film 1986)
Mélo è un film del 1986 diretto da Alain Resnais.
La pellicola, tratta da una pièce di Henri Bernstein del 1929, ha come protagonisti Fanny Ardant, André Dussollier, Sabine Azéma e Pierre Arditi.

## Trama
Pierre Belcroix e Marcel Blanc sono due amici violinisti nella Parigi degli anni Venti. Pierre, che non ha mai raggiunto la fama, è felicemente sposato con Romaine. Marcel, musicista affermato, si innamora di lei senza che Pierre sospetti nulla. La relazione tra i due continua anche quando Pierre si ammala, forse proprio a causa di Romaine. Marcel parte in tour e Romaine abbandona Pierre per un'altra relazione che avrà vita breve. Quando Marcel ritorna, Romaine si rende conto di amare entrambi e, per non ferire né il marito né l'amante, sceglie il suicidio. Tre anni dopo Pierre chiede a Marcel di raccontargli la verità sulla sua relazione con Romaine: l'amico gli risponde che non c'è stata alcuna relazione illecita, onorando così la memoria della donna.

## Riconoscimenti
Il film ha vinto il Premio César per la miglior attrice (Sabine Azéma) e il miglior attore non protagonista (Pierre Arditi), guadagnandosi anche le nomination per il miglior film, il miglior attore, miglior regista, miglior fotografia, miglior costumi e scenografie.